# Cholornis paradoxa
El picoloro tridáctilo (Cholornis paradoxa) es una especie de ave paseriforme de la familia Sylviidae endémica de China.

## Descripción
El picoloro tridáctilo mide entre 20 y 21 cm de largo. Se caracteriza por tener el dedo exterior atrofiado formando un muñón. Su plumaje es de color pardo uniforme, con el píleo de un tono más oscuro. Presenta un ancho anillo periocular blanco. Su pico corto y ganchudo, similar al de los loros, es de color amarillo anaranjado.

## Distribución
Se encuentra únicamente en el interior de China, en los bosques de los montes al oeste de la meseta tibetana.